# Alcippe grotei
La fulveta cejinegra (Alcippe grotei) es una especie de ave paseriforme de la familia Pellorneidae propia del sudeste asiático. Anteriormente se consideraba conespecífica de la fulveta montana Alcippe peracensis, pero difieren en su morfología, cantos y están separadas altitudinalmente. La fulveta cejinegra se encuentra principalmente por debajo de los 400 m s. n. m., y la montana suele estar porencima de los 900 m.

## Descripción
La fulveta cejinegra mide entre 15,5 y 16,5 cm de largo. Tiene la espalda y la cola de color castaño, y las partes superiores de color blanquecino y sus flancos son pardos. Su rostro  y píleo es de color gris, y presenta una larga lista superciliar negra. 
La fulveta cejinegra tiene un canto de tipo yu-chi-chiwi-chuwoo, yu-uwit-ii-uwoo.

## Distribución y hábitat
Se encuentra únicamente en los bosques de Indochina y proximidades, distribuido por Camboya, Laos,  Tailandia yVietnam.